# Verhinderde vervorming
Wanneer een vervorming verhinderd wordt, treden spanningen op. Door deze spanningen kunnen scheuren optreden. De grootte van die spanningen σ kan berekend worden uit de wet van Hooke (met E de elasticiteitsmodulus):
{\displaystyle \sigma =\epsilon E}.
Voorbeelden van belemmerde vervormingen:
- Een temperatuurgradiënt in een groot betonblok tijdens het verharden van beton: de temperatuur in het blok loopt door de reactiewarmte hoger op dan aan de buitenzijde van het blok, waardoor de kern uitzet. Zolang het beton nog plastisch is, en de elasticiteitsmodulus laag, blijven ook de spanningen klein. Door koeling van de beton kan worden gezorgd dat de optredende trekspanningen lager blijven dan de ontwikkelde treksterkte.
- Na de reactie koelt de binnenkant van het blok terug af, en krimpt derhalve opnieuw. Hierdoor ontstaan inwendige trekspanningen, met eventueel scheuren als resultaat.
- Een brug die aan beide landhoofden vast opgelegd is (zoals bij een statisch onbepaalde constructie) kan bij temperatuursveranderingen (zomer en winter) niet verlengen of verkorten. Hierom wordt de voorkeur gegeven aan een statisch bepaalde constructie, die geen spanningen door verhinderde vervormingen krijgt.

statische belasting ·
dynamische belasting

permanente belasting · 
veranderlijke belasting · 
bijzondere belasting ·
momentane belasting

uiterste grenstoestand · 
bruikbaarheidsgrenstoestand ·
belastingsfactor

puntlast · 
lijnlast · 
vlaklast · 
verhinderde vervorming